# 永澤蛇眼蝶
永澤蛇眼蝶（学名：Minois nagasawae），又名永澤蛇目蝶、文宗蛇目蝶、合歡山蛇目蝶、永澤眼蝶，为蛺蝶科蛇眼蝶屬下的一个种。本種之種名係紀念日籍生物學者永澤定一。

## 描述
中小型眼蝶，雌雄差異不明顯。雄蝶體色多為黑褐或暗褐，頭具毛叢，觸角黑褐帶白鱗，複眼裸露，下唇鬚短、有毛、側面具白紋。胸、腹部皆為褐色，足為褐色，中後足脛節有刺，前足刷狀、跗節退化。
前翅長25-29 mm，外型近三角形，翅緣略凸；後翅卵形，邊緣圓。翅背色深，具眼紋：前翅M1與CuA1室各有一枚，後翅外側排列成弧形。翅腹色較淺，佈有細暗紋，後翅中央有一不規則寬帶，前翅中央帶紋常不明顯。眼紋在前翅明顯，後翅則較退化，常伴V字形紋。緣毛白色間褐。
雌蝶形態類似，翅色較淺，翅腹斑紋更明顯，前足毛少、跗節有分節。

## 分布
本種為台灣特有種，於台灣本島2500m以上高海拔山區可見，是台灣棲地海拔最高的蝶種。

## 生態習性
高山草原及箭竹原棲息。一年一代，成蝶於7至10月活動，飛行緩慢優雅，喜好開闊環境，為台灣高山開闊地帶的代表性種類。
幼蟲以禾本科的髮草及川上短柄草為食。

## 資料來源
1. 1 2  徐堉峰. . 台中市: 晨星出版社. 2013. ISBN 978-986-177-668-2.
2. 1 2  徐堉峰，梁家源，黃智偉，沈宗諭. . 農業部林業及自然保育署. 2021/12. ISBN 9786267100523.

## 外部連結
- 维基共享资源上的相關多媒體資源：永澤蛇眼蝶